# Europees verdrag inzake de internationale geldigheid van strafvonnissen
Het Europees verdrag inzake de internationale geldigheid van strafvonnissen (EVIG) (Engels: European Convention on the international validity of criminal judgments, Frans: Convention européenne sur la valeur internationale des jugements répressifs) is een multilateraal verdrag dat de overname en overdracht van strafvonnissen regelt. Het is een verdrag dat onder auspiciën van de Raad van Europa op 28 mei 1970 in Den Haag tot stand gekomen is. Een van de hoofddoelen van het verdrag is de resocialisatie van veroordeelden in hun land van herkomst. In de praktijk wordt het belang van dit verdrag overschaduwd door het Verdrag inzake de overbrenging van gevonniste personen (VOGP) uit 1983.
Het EVIG verschilt op enkele punten van het VOGP uit 1983. Naast de overdracht van vrijheidsbenemende sancties en maatregelen regelt het EVIG tevens de overdracht van geldboeten, verbeurdverklaringen en ontzettingen. Daarnaast regelt het verdrag de internationale gevolgen van Europese strafvonnissen, waarbij het onder andere een uitgebreide regeling over ne bis in idem geeft. Een ander verschil met het VOGP is dat het EVIG niet de fysieke overbrenging van de veroordeelde vordert. De veroordeelde persoon kan zich dus reeds in de staat van tenuitvoerlegging bevinden. De verhouding met het VOGP is geregeld in art. 22(4) van dat verdrag. Dit artikel bepaalt dat de verzoekende staat de keuze heeft in het toe te passen verdrag. Alleen de staat van veroordeling is bevoegd om een verzoek tot overdracht te doen. Een ander verdrag dat uitdrukkelijk de relatie met het EVIG regelt is het Verdrag tussen de Lid-Staten van de Europese Gemeenschap inzake de tenuitvoerlegging van buitenlandse strafvonnissen (EGTUL). Het EGTUL is voor partijen slechts van toepassing indien het de uitvoering van de EVIG vergemakkelijkt of aanvult.
Voor overdracht op basis van het EVIG moet aan verscheidene voorwaarden zijn voldaan, waaronder:
1. de sanctie moet zijn opgelegd wegens een strafbaar feit;
2. het vonnis moet door een strafrechter of bij strafbeschikking zijn opgelegd;
3. de sanctie moet voor tenuitvoerlegging vatbaar zijn;
4. de opgelegde sanctie moet onherroepelijk zijn;
5. aan de vereisten van dubbele strafbaarheid moet zijn voldaan;
6. aan de voorwaarden voor overdracht in artikel 5 EVIG is voldaan;
7. er wordt geen gebruik gemaakt van de facultatieve weigeringsgronden uit artikel 6 EVIG.[6]

Indien het verzoek tot overdracht succesvol is voorziet het EVIG dwingend in een procedure van omzetting (de exequaturprocedure). Dit betekent dat de rechter de originele straf vervangt door een straf die volgens de eigen wetten op het strafbare feit staat. De straf mag van een andere aard of duur zijn, maar mag niet zwaarder uitvallen dan de straf die in de staat van veroordeling is opgelegd. De tijd die de veroordeelde reeds (in voorlopige hechtenis) heeft uitgezeten, moet in mindering op de omgezette straf worden gebracht. Tot slot is de rechter bij de omzetting ook gebonden aan de feiten zoals die uit het veroordelende vonnis blijken.

## In Nederland
Nederland eist een verdragsrechtelijke grondslag voor de overname of overdracht van gevonniste personen. Het Europees verdrag inzake de internationale geldigheid van strafvonnissen biedt zo'n grondslag. De te volgen procedure bij overname of overdracht is geregeld in de Wet overdracht tenuitvoerlegging strafvonnissen. Binnen de Europese Unie heeft de VOGP inmiddels aan belang ingeboet. De overdracht en overname van strafvonnissen geschiedt daar op basis van onder andere het Kaderbesluit 2008/909/JBZ, waarvan de Wet wederzijdse erkenning en tenuitvoerlegging vrijheidsbenemende en voorwaardelijke sancties de Nederlandse procedure regelt.